# Kruisschot (Stiphout)
Kruisschot is een buurtschap in de gemeente Helmond in de Nederlandse provincie Noord-Brabant. Het ligt anderhalve kilometer ten noordwesten van het dorp Stiphout.
De omgrachte hoeve Kruisschot werd voor het eerst na 1312 genoemd als "Ten Intenscote". Dit soort hoeves werden in die tijd vaak gebouwd door nieuwe rijken, die zichzelf met de grachten een adellijk imago wilden aanmeten. Bij een verkoop in 1382 is het leengoed 24 bunders groot.
In 1968 werd de gemeente Stiphout door Helmond geannexeerd. Kasteel Croy, Geeneind en Kruisschot werden door de gemeente Aarle-Rixtel overgenomen. In 1997 werden ook Geeneind en Kruisschot bij Helmond gevoegd, terwijl Kasteel Croy met Aarle-Rixtel bij de nieuwe gemeente Laarbeek kwam.
Hoofdplaats: Helmond

Wijken: Binnenstad · Helmond-Oost · Helmond-Noord · 't Hout · Brouwhuis · Helmond-West · Warande · Stiphout · Rijpelberg · Dierdonk · Brandevoort · Industriegebied Zuid

Buurtschappen: Berenbroek · Croy · De Weijer · Diepenbroek · Geeneind · Kloostereind · Kranenbroek · Kruisschot (Dierdonk) · Kruisschot (Stiphout) · Medevoort · Overbrug · Rijpelberg · Scheepstal 

Noord-Brabant: Steden en dorpen      Nederland: Provincies · Gemeenten